# Atchafalaya Basin Bridge
Atchafalaya Basin Bridge – dwa równoległe mosty w amerykańskim stanie Luizjana między Baton Rouge i Lafayette, które wchodzą w skład autostrady międzystanowej 10 w Atchafalaya Basin. Łączna długość wynosi 29 290 m i jest ósmym najdłuższym mostem na świecie.